# Лимбург, Ольга
Ольга Лимбург (нем. Olga Limburg, 5 апреля 1881, Дюссельдорф, Пруссия — 7 марта 1970, Берлин) — немецкая актриса театра и кино. Свою артистическую карьеру она начала в 1901 году, поступив на службу в Городской театр Познани. С 1902 года она играла в нескольких ведущих берлинских театрах, включая «Трибюн», театр «Метрополь», «Берлинский Люстшпильхаус», «Комедию» и Театр на Курфюрстендамм. В начале своей театральной карьеры Лимбург в основном играла второстепенные роли. Позже она работала в пьесах в жанре «комических старинных произведений».

## Карьера
Актёрская карьера Лимбург в кино началась в 1907 году с второстепенной роли в немом фильме «Fest der Handwerker», за которой последовал «Der gelbe Tod, 1. Teil» (1910). Она также снималась в крупных постановках, включая «Принц Кукук» (1919), «Кин» (1921) и «Мария-Антуанетта, любовь короля» (1922) под руководством Рудольфа Майнерта. Эти фильмы принесли ей широкую известность как актрисе второго плана. Она продолжила свою актёрскую карьеру в течение следующего десятилетия и снялась в таких звуковых фильмах, как «Между ночью и рассветом» (1931), «Невидимая сила, живущая в городе», «Девушка из Шварцвальда» (оба 1933), «Девушка Ирен» (1936), «Мадам Бовари» (1937), «Во всём виноват Наполеон», «Пять миллионов ищут наследника» (оба 1938) и «Ура! Я отец» (1939) и это лишь некоторые из них. Именно за эти два десятилетия она стала одной из самых востребованных актрис немецкого кино. Она играла роли тётушек, соседок, домработниц и других женщин по соседству. С 1919 по 1955 год Лимбург снялась в 49 фильмах, в том числе в четырёх вместе с Хайнцем Рюманом, одним из самых известных немецких актёров XX века. 
До своего ухода из киноиндустрии она сыграла в фильмах «Наннете», «Одежда делает человека» (оба 1940), «Властелин жизни и смерти» (1954) и «Сердце Санкт-Паули» (1957). Лимбург умерла 7 марта 1970 года в возрасте 88 лет. Её прах был захоронен на кладбище Святой Анны.